# 4772 (1989 VM)
4772 (1989 VM) је астероид главног астероидног појаса са пречником од приближно 28,68 .
Афел астероида је на удаљености од 3,373 астрономских јединица (АЈ) од Сунца, а перихел на 2,947 АЈ.
Ексцентрицитет орбите износи 0,067, инклинација (нагиб) орбите у односу на раван еклиптике 11,528 степени, а орбитални период износи 2052,080 дана (5,618 година).
Апсолутна магнитуда астероида је 11,80 а геометријски албедо 0,040.
Астероид је откривен 2. новембра 1989. године.